# Berești
Berești je město v Rumunsku v župě Galați. První zmínka o městě pochází z roku 1484.

## Obyvatelstvo
| Rok  | Počet obyvatel |
| ---- | -------------- |
| 1977 | 4 155          |
| 1992 | 3 948          |
| 2002 | 3 601          |
| 2011 | 2 853          |